# 角井雅好
角井 雅好（つのい まさよし、1950年3月26日 - ）は、NHKの元アナウンサー。

## 人物
鎌倉学園高等学校を経て専修大学を卒業後、1972年入局。同期の中には小宮山洋子（前･厚労相）がいた。定年退職後もNHK甲府放送局に在籍しているが、アナウンサー業からは退き、後進の指導や番組の編集長などにあたっている。本人はアナウンサー業や放送業の仕事を生きがいとしており、今後もできる限り「後進の指導に当たりたい」と述べている。

## 過去の担当番組
名古屋局時代
- ウイークエンド中部

甲府局時代
- FMリクエストアワー
- やまなしミュージアム
- 発信!ハートプラザ
- 金曜山梨「パズルでGo!」